# Sandokan - Dalla colonna sonora originale dello sceneggiato televisivo
Sandokan - Dalla colonna sonora originale dello sceneggiato televisivo è un album musicale dei fratelli Guido e Maurizio De Angelis, conosciuti anche come Oliver Onions, dedicato alla celebre serie televisiva Sandokan, pubblicato nel 1976 dalla RCA e ripubblicato nel 1996.
L'album contiene oltre alla sigla iniziale Sandokan, anche gli altri brani ispirati alla serie, ascoltabili all'interno dello sceneggiato.

## Edizioni
L'album è stato pubblicato in quattro edizioni.:
La prima del 1976, su etichetta RCA Original Cast, fu stampata su LP e musicassetta con due diverse foto per il retro di copertina e con la label del vinile gialla.
Nel 1979, in occasione della prima replica della serie, fu ristampata anche la colonna sonora sempre su etichetta RCA per la serie economica Linea Tre, questa volta con la label del vinile in verde.
Nel 1996 è stato stampato per la prima volta su CD sempre su etichetta RCA, per celebrare i vent'anni dalla prima pubblicazione.
L'album è disponibile anche in digitale ma non per lo streaming.
Del disco esistono alcune versioni per i mercati esteri:
1. Sandokan - Banda Sonora Original De La Película De TV (Spagna e Portogallo),
2. Sandokan - Original TV-Soundtrack (Germania ed Inghilterra),
3. Sandokan - Originele Soundtrack Van De TV-Serie (Paesi Bassi).

### Tracce (ed. 1996)
1. Sandokan (C. De Natale - S. Sollima - S. Duncan Smith - G. & M. De Angelis)
2. Viva Mompracem
3. Sweet Lady Blue (orchestrale)
4. Caccia alla tigre
5. Marianna
6. Colera
7. Sweet Lady Blue (C. De Natale - S. Duncan Smith - G. & M. De Angelis)
8. Arrembaggio
9. L'arrivo di Sandokan
10. Brooke
11. Dedicata a Marianna
12. Sandokan (orchestrale)
13. Goodbye Sandokan

Produzione e realizzazione: G.Mastroianni per la ATV Music London. 
Orchestra di G. e M. De Angelis. 
Sitar solisti: Enrico Ciacci e M.De Angelis. 
Percussioni: Mandrake e A.Giordanella. 
Digital Mastering: A.Bussone